# 瘤果簀藻
瘤果簀藻或无尾水筛（学名：Blyxa aubertii）为水鳖科水筛属下的一个种。

## 扩展阅读
- 維基物種上的相關：无尾水筛